# Сомов, Николай Григорьевич
Никола́й Григо́рьевич Сомов (1910 — 1968, Тбилиси) — советский футболист, нападающий.
Выступал за «Динамо» Тифлис/Тбилиси в 1932—1933, 1935—1938 годах. В первенстве СССР провёл 45 матчей, забил 19 голов. В классе «А» (осень 1936—1938) — 39 матчей, 8 голов. В 1940 году играл за «Локомотив» Тбилиси.
Бронзовый призёр осеннего чемпионата 1936 года.
Финалист Кубка СССР 1936.